# أمين يونس الحسيني
أمين يونس الحسيني (17 ديسمبر 1929 – 19 سبتمبر 2016) سياسي أردني.
ولد أمين يونس الحسيني في القدس. درس في الجامعة الأميركية في بيروت ثم في سانت لويس، ميزوري في الولايات المتحدة. وحصل على درجة البكالوريوس في العلوم الاقتصادية ثم على درجة الماجستير في الإدارة.
منذ عام 1951 حتى عام 1953 عمل الحسيني مستشاراً في السودان. عام 1963 كان عضواً في مجلس الأمة الأردني عن مقعد القدس. من عام 1963 حتى 1965 كان وزيراً للخارجية والشؤون الاجتماعية. بين عامي 1967 و 1970 كان وزيراً للنقل. عمل الحسيني في حكومات الحسين بن ناصر وبهجت التلهوني وعبد المنعم الرفاعي.
تلقى أمين الحسيني وسام الكوكب الأردني.